# Дулова, Екатерина Николаевна
Екатерина Николаевна Дулова (Кацярына Мікалаеўна Дулава) — доктор искусствоведения (2001), профессор (2007), с 4 января 2022 года генеральный директор Большого театра Беларуси.

## Биография
Родилась 20 июня 1962 года в Минске. Дочь виолончелиста, профессора кафедры струнных смычковых инструментов Николая Семеновича Щербакова и профессора, доктора искусствоведения Таисии Алексеевны Щербаковой.
Окончила Ленинградскую государственную консерваторию им. Н. А. Римского-Корсакова (1985), и её аспирантуру (1989, под руководством Е. А. Ручьевской).
С 1989 года работала на кафедре теории музыки Белорусской государственной консерватории имени А. В. Луначарского. С 2002 по 2016 год заведующая кафедрой теории музыки, с 2005 по 2010 год проректор по научной работе. С 2010 по 2021 год — ректор Белорусской государственной академии музыки.
Преподавала дисциплины: Методика преподавания музыкально-теоретических дисциплин, Анализ музыкальных произведений «Теоретические проблемы белорусской музыки XX века» для студентов специальности «Искусствоведение (музыковедение)», «Теория и история музыки» для студентов магистратуры, специальный класс.
Главный редактор научно-теоретического журнала «Весцi Беларускай дзяржаўнай акадэміі музыкі».
С 4 января 2022 года генеральный директор Большого театра Беларуси.
Глава научной школы в сфере теории музыки. Доктор искусствоведения (2001), профессор (2007). Тема докторской диссертации «Балетный жанр как музыкальный феномен (русская традиция конца XVIII — начала XX века)».
Член Совета Республики Национального собрания Республики Беларусь шестого созыва (2016—2021).

## Награды
- Медаль Франциска Скорины (27 февраля 2025 года) — за многолетний плодотворный труд, высокий профессионализм, смелость и решимость, проявленные при спасении людей во время пожара, заслуги в воинской службе, охране государственной границы, борьбе с преступностью, значительный личный вклад в реализацию социально-экономической политики, военно-патриотическое воспитание подрастающего поколения, производство сельскохозяйственной техники и высокотехнологичных оптико-электронных изделий, развитие ветеранского движения, гражданской авиации, агропромышленного комплекса, тракторостроения, промышленности, строительства, торговли и общественного питания, отличные достижения в сферах здравоохранения, образования, культуры и спорта[2].
- Благодарность Премьер-министра Республики Беларусь (2017, 2020).
- Благодарность Президента Республики Беларусь (2012).
- Благодарность Президента Республики Беларусь (31 марта 2022 года) — за многолетний плодотворный труд, высокий профессионализм, значительный личный вклад в государственное строительство, активное участие в общественно-политической жизни страны[3].
- Медаль Пушкина (4 декабря 2023 года, Россия) — за большой вклад в сближение и взаимообогащение культур народов России и Белоруссии[4].
- Юбилейная медаль «МПА СНГ. 25 лет» (13 октября 2017 года) — за заслуги в деле развития и укрепления парламентаризма, за вклад в развитие и совершенствование правовых основ функционирования Содружества Независимых Государств, укрепление международных связей и межпарламентского сотрудничества[5].

Публикации. Монографии:
- Балеты П. И. Чайковского и жанровая стилистика балетной музыки XIX в.: моногр. — Л., 1989.
- Балет как музыкальный феномен: (русская традиция конца XVIII — начала XX вв.): исслед. — Минск, 1999.
- Валентина Николаевна Холопова: информационный буклет. — М., 2005.

Главы в коллективных монографиях:
- Искусство игры на смычковых инструментах: альт, виолончель, контрабас, скрипка // Белорусское концертно-исполнительское искусство: последняя треть ХХ — начало XXI вв. / Т. Г. Мдивани [и др.]; науч. ред. Т. Г. Мдивани; редкол.: А. И. Локотко [и др.]. — Минск, 2012.
- Музыка в театре как предмет исследования // Европейская музыка академической. традиции: сущность, истоки, современное состояние: (на примере творчества композиторов России и Беларуси): исследование / сост. и науч. ред. Т. Г. Мдивани, В. Н. Холопова. — Минск, 2014.